# Dendronephthya thomsoni
Dendronephthya thomsoni är en korallart som beskrevs av Harrison 1908. Dendronephthya thomsoni ingår i släktet Dendronephthya och familjen Nephtheidae. Inga underarter finns listade i Catalogue of Life.